# Edith Cavell
Edith Cavell, född 4 december 1865 i Swardeston, Norfolk, England, död 12 oktober 1915 i Bryssel, Belgien (avrättad), var en brittisk sjuksköterska. Hon blev hjältinna under första världskriget, efter arbete för sårade soldater i Belgien.

## Biografi
Cavell utbildade sig vid London hospital och arbetade där som sjuksköterska i flera år, innan hon 1907 kallades till föreståndare för en nyinrättad utbildningsanstalt för sjuksköterskor i Bryssel. Vid första världskrigets utbrott togs skolan över av Röda korset, och ombildades till ett lasarett. Tillsammans med några belgare hjälpte hon hundratals sårade brittiska och allierade soldater, samt värnpliktiga belgare att fly från det ockuperade Belgien över gränsen till Nederländerna. Hon arresterades av tyskarna i augusti, ställdes inför krigsrätt och dömdes tillsammans med 4 medhjälpare till döden. Tre av de dömda benådades, men Cavell och belgaren Philippe Baucq avrättades av en exekutionspluton i gryningen den 12 oktober 1915. Hennes sista ord var: "Att vara patriot är inte tillräckligt. Jag får inte känna vare sig hat eller bitterhet mot någon."
Hon förråddes av en man vid namn Armand Jeanns, och han dömdes till döden 1922 av en domstol i Belgien. Efter kriget fördes hennes kropp till England. 19 maj 1919 hölls en minnesgudstjänst i Westminster Abbey i närvaro av kung Georg V av Storbritannien och sedan fördes hon med ett specialtåg till Norwich där hon begravdes på nytt i stadens katedral. Varje år, lördagen närmast den dag hon blev avrättad, äger en kort gudstjänst rum vid hennes grav i katedralen.

## Eftermäle
Edith Cavell står staty på St. Martin's Place nära Trafalgar Square i London. Ett berg i kanadensiska Klippiga bergen (i Jasper National Park) uppkallades efter henne 1916, och i Bryssel finns ett sjukhus som bär hennes namn.
Asteroiden 11073 Cavell är uppkallad efter henne. Det finns även en ros som bär namnet "Edith Cavell".  Edith Piaf, som föddes två månader efter avrättningen av Cavell, fick namnet Edith efter henne.